# Villa General San Martín
Villa General San Martín – miasto w Argentynie, położone w południowej części prowincji San Juan.

## Opis
Miejscowość została założona 24 stycznia 1866. Przez miasto przebiega droga krajowa RN40 i RP102.

## Demografia
.